# Markhamia zanzibarica
Markhamia zanzibarica là một loài thực vật có hoa trong họ Chùm ớt. Loài này được (Bojer ex DC.) K.Schum. mô tả khoa học đầu tiên năm 1895.